# يو إف سي ليلة القتال: هنت ضد أولينيك
يو إف سي ليلة القتال: هنت ضد أولينيك (بالإنجليزية: UFC Fight Night: Hunt vs. Oleinik)‏ هو حدث لفنون القتال المختلطة نظمته يو إف سي، أُقيم في 15 سبتمبر 2018، على الملعب الأولمبي في موسكو، روسيا.